# NGC 1913
NGC 1913 је расејано звездано јато у сазвежђу Златна риба које се налази на NGC листи објеката дубоког неба.
Деклинација објекта је - 69° 32' 12" а ректасцензија 5h 18m 19,4s. Привидна величина (магнитуда) објекта NGC 1913 износи 11,1. NGC 1913 је још познат и под ознакама ESO 56-SC97.